# باربرا ليندكويست
باربرا ليندكويست (بالإنجليزية: Barbara Lindquist)‏ هي تريثلت أمريكية، ولدت في 1 يوليو 1969 في ويلمنغتون في الولايات المتحدة.

## وصلات خارجية
- الموقع الرسمي
- باربرا ليندكويست على موقع اتحاد الترياتلون الدولي (الإنجليزية)
- باربرا ليندكويست على موقع IAT Triathlon Database (الإنجليزية)
- باربرا ليندكويست على موقع اللجنة الأولمبية الدولية (الإنجليزية)
- باربرا ليندكويست على موقع أوليمبيديا (الإنجليزية)